# Трендафил Ивановски
Трендафил Ивановски (на македонска литературна норма: Трендафил Ивановски) е северномакедонски юрист, член на Конституционния съд от 2003 година до 2010 година, лустриран като сътрудник на югославските тайни служби в периода след 1990 година.

## Биография
Роден е в 1946 година в струмишкото село Бадилен, тогава във Федеративна народна република Югославия, днес в Северна Македония. Завършва Юридическия факултет на Скопския университет през 1969 година. След дипломирането работи в Събранието на СРМ, като изпълняващ длъжността секретар на законодателноправната комисия. От 1972 г. работи като съветник в Републиканския комитет за законодателство и организация. От 1977 г. е секретар на Събранието на Община Карпош. През 1981 г. завършва следдипломна квалификация и защитава труда „Управлението в подготовката на нормативните актове на обществено-политическите общности“, с който получава степен магистър по политически и правни науки. От април 1982 г. е секретар Събранието на град Скопие. През юни 1990 г. защитава докторска дисертация на тема „Градската община в комуналната система“. От 1993 г. работи в Конституционния съд на Република Македония, със статут на държавен съветник.
Бил е секретар на Съюза на студентите в Македония, секретар и председател на Съюза на сдруженията на юристите на Македония, председател на Съвета за политическа система на Общността на общините и градовете на Македония, член на много комисии в общинските органи, град Скопие и републиката. Постоянно участва в специализираната работа на измененията на Конституцията на СРМ от 1969 г. и приемането на Конституцията на Република Македония от 1991 година.
За съдия в Конституционния съд на Република Македония е избран на 7 май 2003 година.